# Thomasalumnat
Das Thomasalumnat, genannt Kasten, ist das Alumnat (früher Alumneum und Internat) und die Ausbildungsstätte des Leipziger Thomanerchores. Das Alumnat ist eine Einrichtung der Stadt Leipzig, die dem Dezernat Kultur untersteht. Der denkmalgeschützte Altbau aus der Gründerzeit und der Neubau von 2013 sind Bestandteile des musischen Bildungszentrums Forum Thomanum im Bachviertel. Gegenüber befindet sich die städtische Thomasschule (Hillerstraße), ebenfalls Teil des Campus, die von den Thomanern besucht wird.

## Geschichte

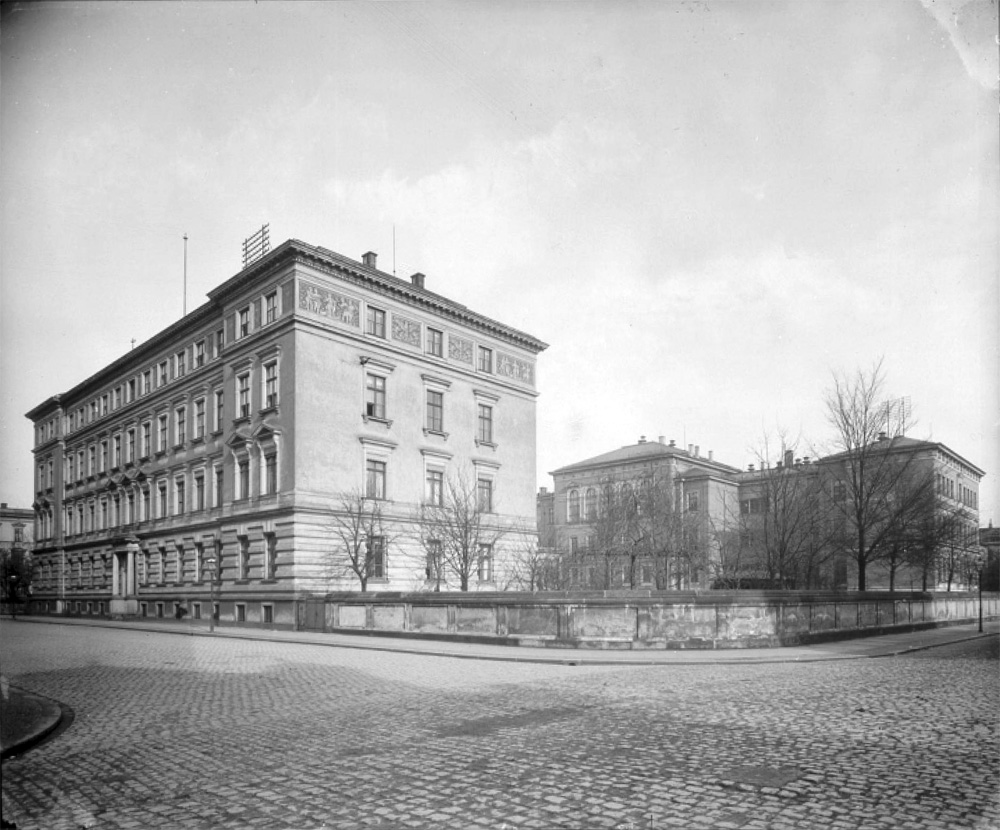
Thomasalumnat und dahinter liegende Thomasschule (Schreberstraße), um 1900

Erdgeschossgrundriss des Alumnats, um 1892

Das ursprüngliche Alumnat der Thomasschule finanzierte sich lange Zeit über Stiftungen und Spenden. Insbesondere die Speisung der Thomaner war ein großer Posten. Nach dem Umzug der Thomasschule in den 1870er Jahren in das Leipziger Bachviertel (Schreberstraße) verblieb das Alumnat zunächst in der Alten Thomasschule am Thomaskirchhof. Der Stadtrat debattierte kontrovers über einen Alumnatsneubau oder alternativ die Einquartierung der Thomaner bei Gastfamilien bzw. Pensionen. Ein von Bürgermeister Carl Bruno Tröndlin in Auftrag gegebenes Gutachten, dem sich letztlich die verantwortlichen Kommunalpolitiker anschlossen, plädierte für den Erhalt eines Alumnats. 1902 wurde der Altbau dann abgerissen.
Von 1877 bis 1881 wurde der unterkellerte, viergeschossige Neubau nach Plänen von August Friedrich Viehweger, der bereits die Neue Thomasschule zu verantworten hatte, in der Hillerstraße als Putzbau mit Sandsteingliederungen in späten klassizistischen Formen realisiert. Das Dach wurde mit Schiefer und Zink gedeckt. Die Sgraffitomalerien im dritten Obergeschoss wurden durch Ferdinand Laufberger ausgeführt. Die Baufläche umfasste 874 m² (das gesamte Areal 1.928 m²) und die Einrichtungskosten betrugen 260.000 Mark.
Der zum Teil in Leipzig und seine Bauten dokumentierte Grundriss zeigt folgende funktionale Aufteilung: Im Erdgeschoss sind ein Gesangs- und zwei Krankenzimmer sowie die Wohnungen der Ökonomin und des Aufwärters. Im ersten Obergeschoss folgt die Rektorenwohnung (mit eigenem Treppenzugang) und die Schulbibliothek. Im zweiten Obergeschoss sind insgesamt sechs beheizbare Wohn- und Arbeitszimmer mit Schränken (Köten) untergebracht, sodass seinerzeit 60 Alumnen Platz fanden. Außerdem sind die drei Wohnungen der Adjunkten zu sehen. Im dritten Obergeschoss sind neben einem weiteren Adjunkt-Zimmer ein Waschsaal und die Schlafsäle gelegen. Ein Anbau zwischen Alumnat und Schulturnhalle dient als Anstaltsküche und Speisesaal. Aborte mit Desinfektion und Grubenentlüftung gibt es in jedem Geschoss. Überdies wurde im Außenbereich ein Spielplatz errichtet.
Die Konstruktion des Gebäudes führte dazu, dass der Thomaskantor fortan nicht mehr bei den Alumnen wohnte; die Thomaskirche und das Alumnat waren voneinander getrennt. Der Rektor der Thomasschule, bis in die 1970er Jahre zugleich Vorsteher des Thomanerchores, und drei weitere Lehrer – jeweils einer davon als „Diensthabender Inspektor“ – zogen in das Alumnatsgebäude ein. Heute sind die einstigen Inspektoren um qualifizierte Pädagogen ergänzt. Die Thomaner haben eine Hausmutter und leben altersgemischt, wobei sich bis heute die Älteren um die Jüngeren in Form eines Präfektensystems kümmern. Der Nationalsozialismus bemühte sich die Einrichtungen „gleichzuschalten“ (Musisches Gymnasium Leipzig ab 1941), auch die DDR versuchte, letztlich erfolglos, die Strukturen des Alumnats zu zerstören (etwa durch die Umbenennung in Internat und die Verlegung der Thomasschule).
Während des Zweiten Weltkriegs 1943 wurden Alumnatsteile bei den alliierten Luftangriffen auf Leipzig beschädigt: Der Speiseraum mit Küche brannte aus, das Dach und der Schlafsaal wurden getroffen. Daraufhin erfolgte die Evakuierung des Chores in die sächsische Fürstenschule Grimma. Erst mit Kriegsende 1945 kehrte der Chor in das teilweise wiederhergestellte Alumnat zurück. In den 1980er Jahren entstanden dann drei Schlafsäle. 1992 wurde das Alumnat grundlegend renoviert. 1999/2000 kam es zu einem Um- und Anbau (Unterrichtsräume, Stuben, Fitnessraum, Sanitätsbereich), da bereits ca. 90 Knaben hier wohnten.
Im Jahre 2008 beschloss der Stadtrat von Leipzig die Sanierung und Erweiterung des Alumnats auf 120 Plätze, der 2011 begann. 2013 wurde durch das Architekturbüro Essmann, Gärtner, Nieper Architekten GbR im Auftrag der Stadt Leipzig, Amt für Gebäudemanagement ein Erweiterungsneubau für ca. 11,4 Millionen Euro fertiggestellt. Dort wurde ein akustisch angepasster großer Probensaal, mehrere Proben- und Unterrichtsräume sowie eine Mensa mit Küche umgesetzt. Außerdem wurden die Obergeschosse des alten Wohnungstraktes umgebaut, sodass nunmehr überall eigene Sanitärbereiche (Bad und WC) vorhanden sind. Daneben existieren mehrere Wohnstuben mit Klavier und Schreibtischen, Schlafräume und Teeküchen. Einst zählte Der Spiegel drei Orgeln, zwei Flügel und 40 Klaviere. Auch sind im Alumnat die Lehrer- (Historische Bibliothek) und Schülerbibliotheken (Musikalische Lehrbibliothek) des Thomanerchores untergebracht. Seit 2005/06 ist der ehemalige Gymnasiallehrer Thoralf Schulze Alumnatsleiter.
Am Alumnat befindet sich das geschützte Naturdenkmal Walnusshybride.

## Auszeichnungen
- 2013: Lobende Erwähnung, Architekturpreis der Stadt Leipzig[23]